# Palazzo dei Trecento
Palazzo dei Trecento, detto anche Palazzo della Ragione, è una delle architetture più importanti del centro storico di Treviso, affacciata su piazza dei Signori.

## Storia

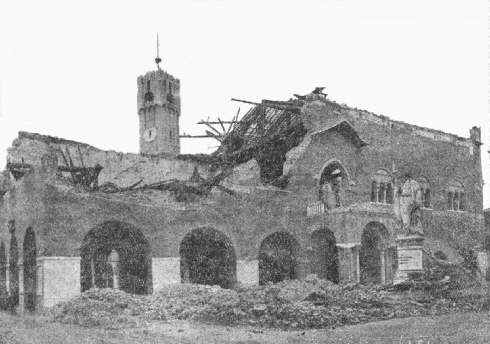
Le condizioni del palazzo dopo il bombardamento del 1944.

Il Palazzo dei Trecento fu costruito attorno al 1213 come sala per assemblee dei diversi organi del libero Comune di Treviso, come testimoniano gli atti notarili che citano una Domus Nova Communis. Si nota come nel 1207 sia già documentata la presenza di una Domus Lapidea Communis, che corrisponderebbe all'ala orientale del Palazzo del Podestà, ben presto insufficiente alle nuove fortune del Comune. I nuovi palazzi sostituirono l'antico edificio (probabilmente in legno) nei pressi del duomo.
Nel corso dei decenni il Palazzo fu sede del Tribunale dei Consoli, luogo di pubbliche assemblee (le concioni), luogo in cui il podestà amministrava la giustizia, sede del Maggior Consiglio, detto anche dei Trecento, che vi si riuniva anche in funzione di suprema assise civica (da qui derivava il nome di Palazzo della Ragione).
Attorno al palazzo, centro della vita politico-amministrativa, sorsero ben presto numerose botteghe. Nel 1546, soltanto sotto il volto del palazzo, se ne contavano ben quarantaquattro, affittate dal Comune di cinque anni in cinque anni e numerate progressivamente.
Nel 1552 venne aperta la grande pubblica loggia al piano terra, che sostituì lo stretto portico a piccoli archi originario, e venne demolita una delle due rampe della scalinata esterna sul lato orientale.
Un tempo le facciate erano ornate da policrome terracotte scolpite e da fasce decorative dipinte sotto i davanzali e la gronda.
Tra l'inizio dell'800 e la metà del '900 il palazzo ha subito numerose vicissitudini che hanno mutato l'aspetto definito con i lavori del 1552, aspetto a noi noto grazie alle fedeli riproduzioni, tra gli altri, di Medoro Coghetto e Antonio Sala. Nel 1810 vennero demolite la scalinata esterna sul lato ovest (piazza dei Signori), e la rampa sul lato est (odierna piazza Indipendenza). Durante il governo austriaco, il salone venne adibito ad archivio notarile, e venne suddiviso in più stanze occupate da scaffali. Le trifore furono sostituite con semplici finestre rettangolari.
Il palazzo venne restaurato nel 1900 dall'ingegnere Giulio Olivi, il quale aveva già eseguito nel 1874-1876 il rifacimento dell'adiacente Palazzo del Podestà. L'edificio fu liberato dall'intonaco e coronato da merlature di tipo ghibellino; vennero ripristinati il grande salone, sgomberato dell'archivio notarile, e le trifore. Nel 1906 fu inoltre ripristinata la scalinata esterna di accesso al salone sul lato est (piazza Indipendenza), ad opera dell'ingegnere Paolo Mussetti.
Nel 1944 il palazzo fu poi vittima di un bombardamento che causò gravi danni alla struttura e agli affreschi del salone, tanto che inizialmente si prefigurò l'ipotesi della completa demolizione. Grazie all'intervento dell'allora soprintendente Ferdinando Forlati, si decise di procedere al restauro delle pareti superstiti e alla ricostruzione delle parerti irrimediabilmente crollate, della copertura e dei merli, ricostruiti però di foggia guelfa.
Una fila di mattoni più arretrati rispetto al piano dei muri perimetrali permette ancora oggi di distinguere le porzioni di pareti originali da quelle ricostruite.
Oggi Palazzo dei Trecento è ancora sede del consiglio comunale, oltre che prestigioso luogo di mostre ed esposizioni.

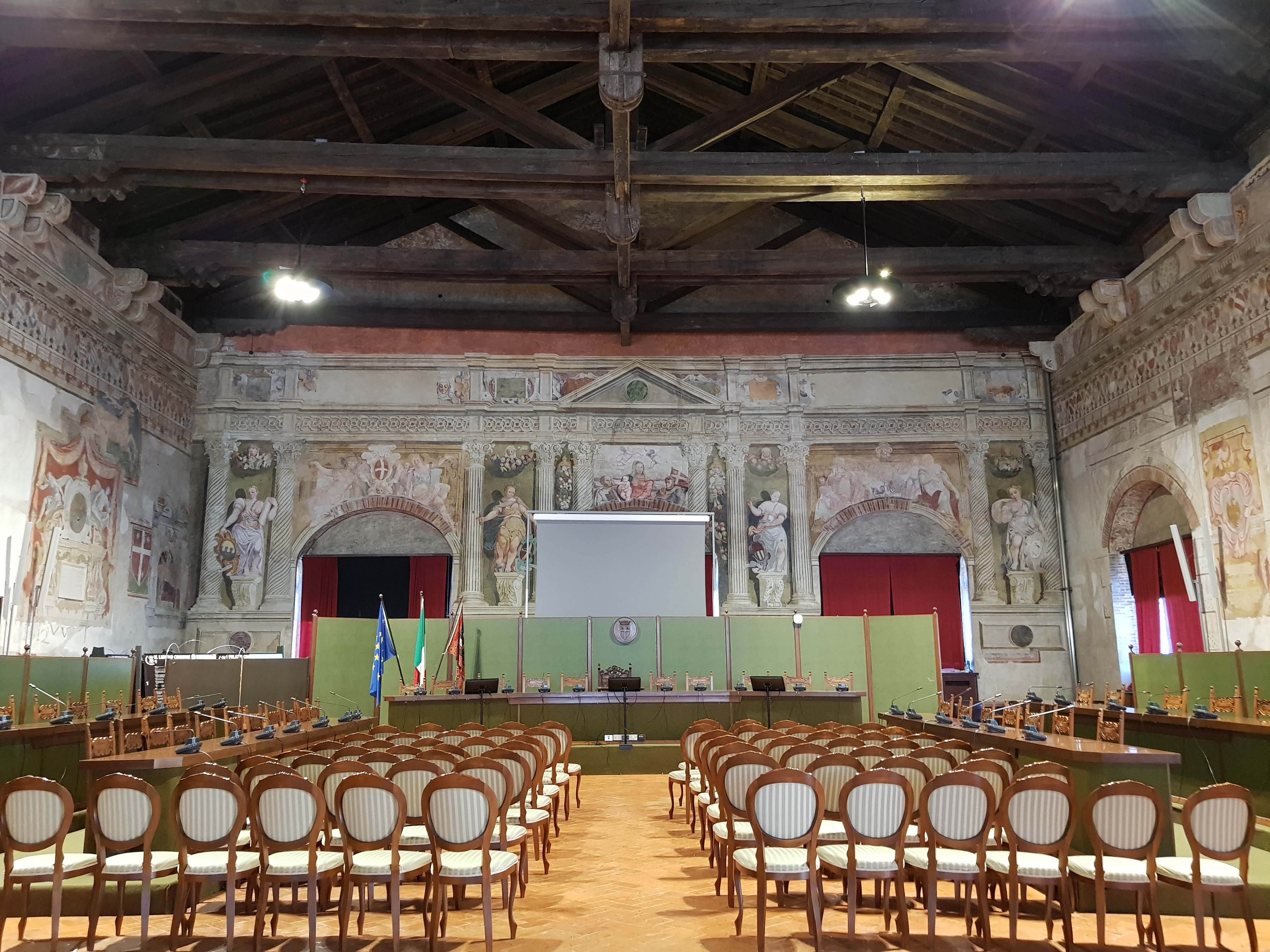
Il Salone dei Trecento, sede del Consiglio Comunale della Città di Treviso

## Architettura
Il palazzo, con la superficie in mattoni a vista, si compone di due piani.
Al piano terra, aperto nel 1552 da arconi a tutto sesto, ha luogo la loggia, realizzata da Andrea da Valle.
Al piano superiore si trova il salone, illuminato da una serie di trifore: tre su piazza dei Signori, tre su via XX Settembre e sei su piazza Indipendenza. Internamente si conservano parzialmente gli affreschi realizzati tra XIV e XVI secolo da artisti veneti e rappresentanti perlopiù stemmi e temi legati al potere civile e alla giustizia. Degne di nota, sulla parete sud, le pitture raffiguranti Madonna con Bambino ed i santi Liberale e Pietro e Le quattro virtù cardinali. Il soffitto del salone è a capriate lignee.
Sul lato est si trova lo scalone che conduce al primo piano: esso è frutto di una ricostruzione novecentesca.

## Mostre
Lista (non esaustiva) delle esposizioni tenutesi nel salone del palazzo:
- Mostra della ricostruzione degli edifici storici ed artistici danneggiati dalla guerra, 1952, mostra fotografica a cura di Giuseppe Mazzotti
- Ville Venete, 1952, mostra "itinerante" delle fotografie di Giuseppe Mazzotti, che passò poi a Roma, Parigi, Londra, L'Aja, Vienna stimolando la tutela di questi edifici.
- Cima da Conegliano, 26 agosto - 26 novembre 1962, a cura di Luigi Menegazzi, inaugurata dal presidente Segni[11]

## Galleria d'immagini

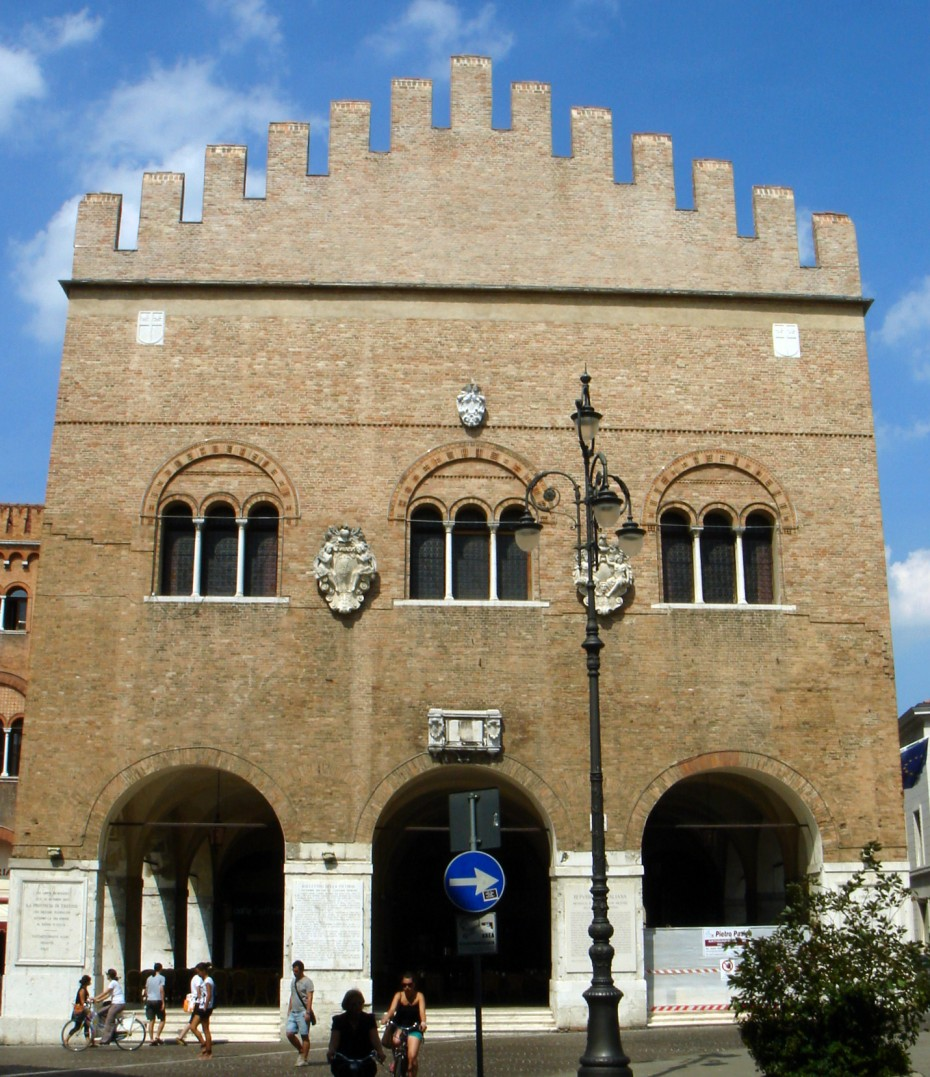
Facciata sud del Palazzo dei Trecento
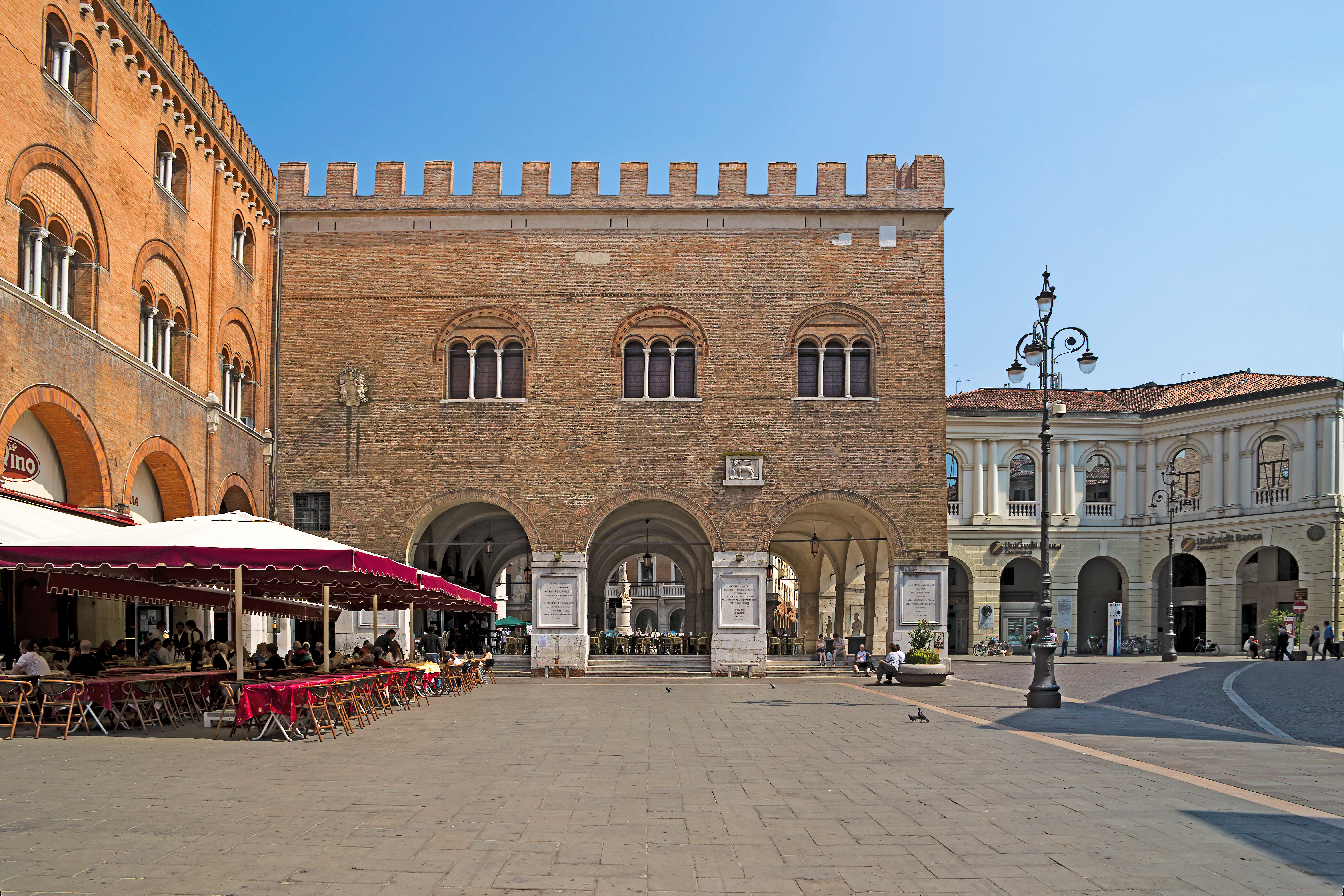
Facciata occidentale del Palazzo dei Trecento
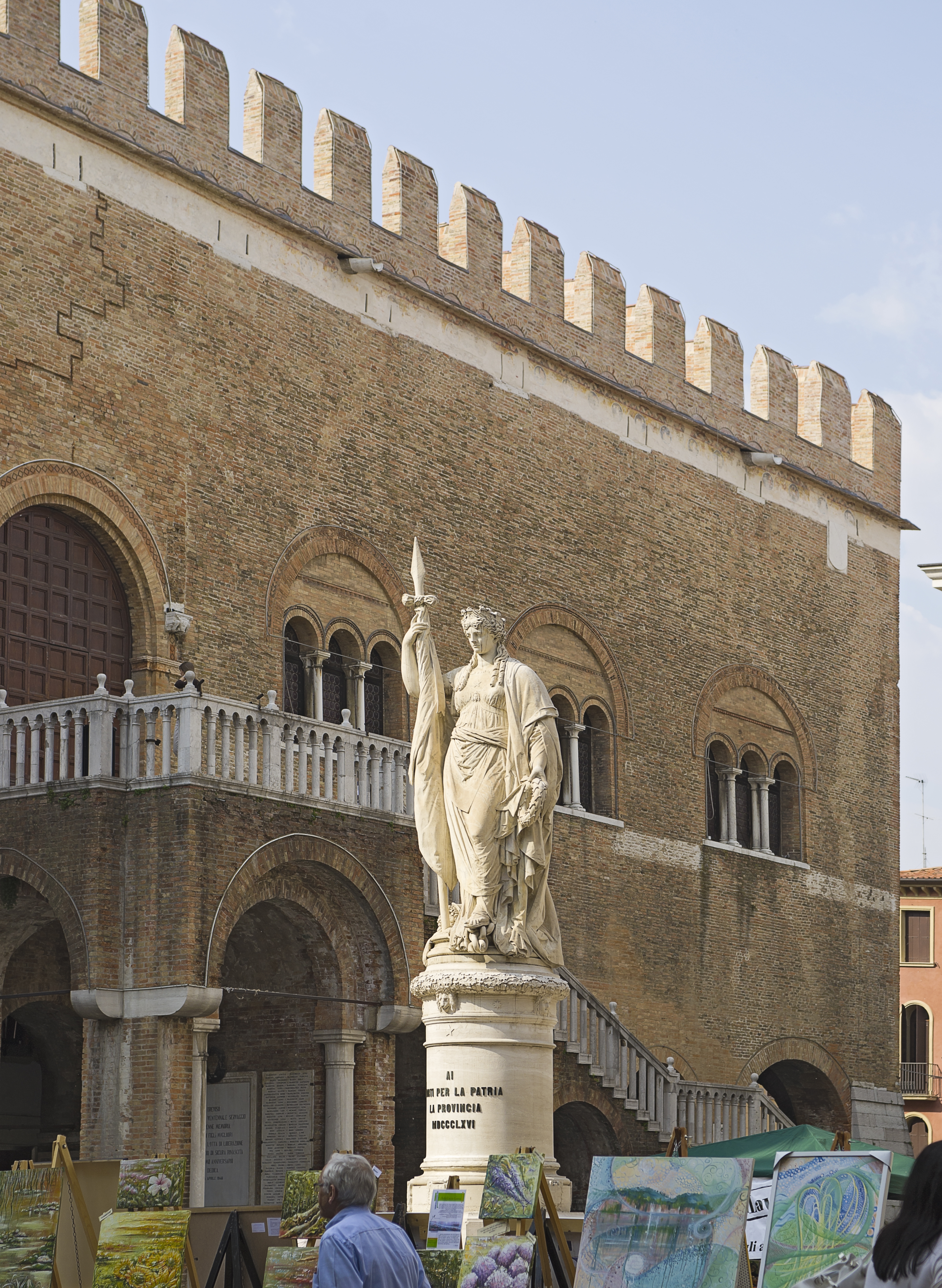
La statua della Teresona con lo sfondo della facciata orientale del Palazzo dei Trecento